# Schloss Schwerinsburg

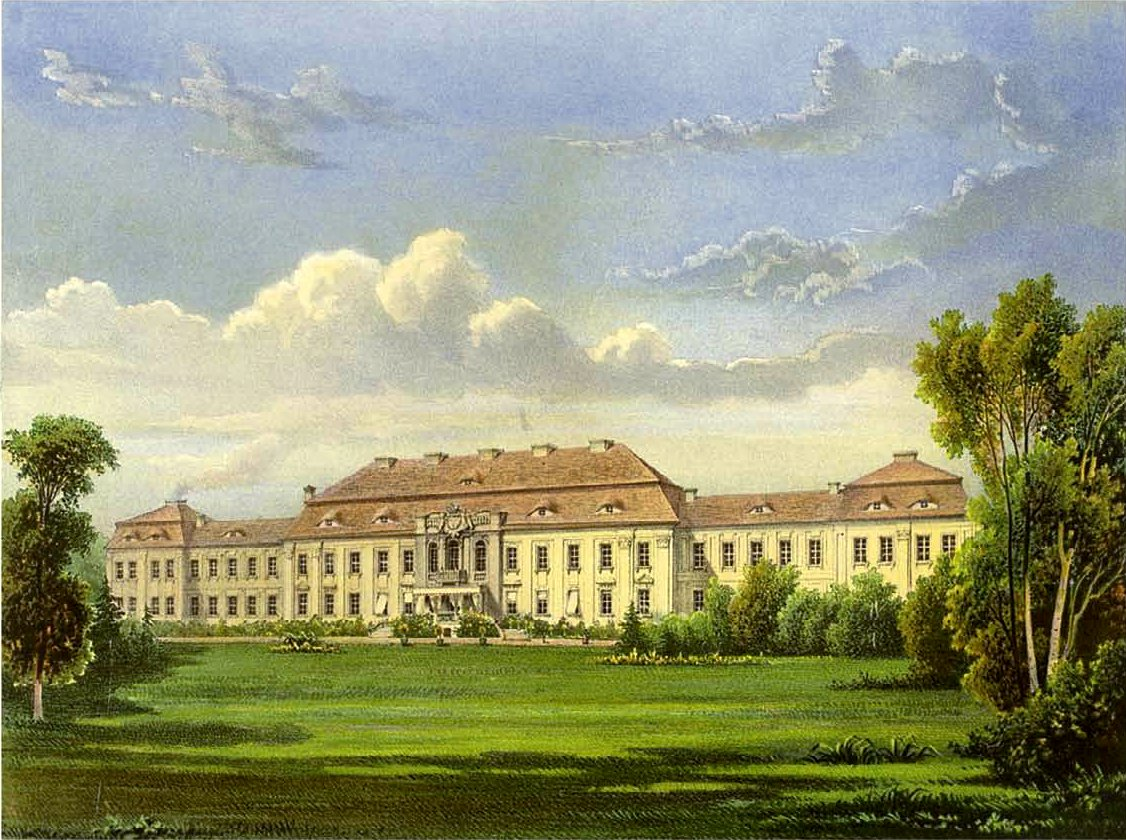
Schloss Schwerinsburg (Parkseite) um 1857/58, Sammlung Alexander Duncker

Schloss Schwerinsburg war ein Herrenhaus im Ortsteil Schwerinsburg der Gemeinde Ducherow im Landkreis Vorpommern-Greifswald. Das in der ersten Hälfte des 18. Jahrhunderts erbaute schlossartige Herrenhaus galt bis zu seiner Zerstörung 1945 als größtes Barockbauwerk Pommerns. Die denkmalgeschützte Ruine besteht aus wenigen Mauerresten und einem mit Bäumen bewachsenen Schutthügel.

## Geschichte

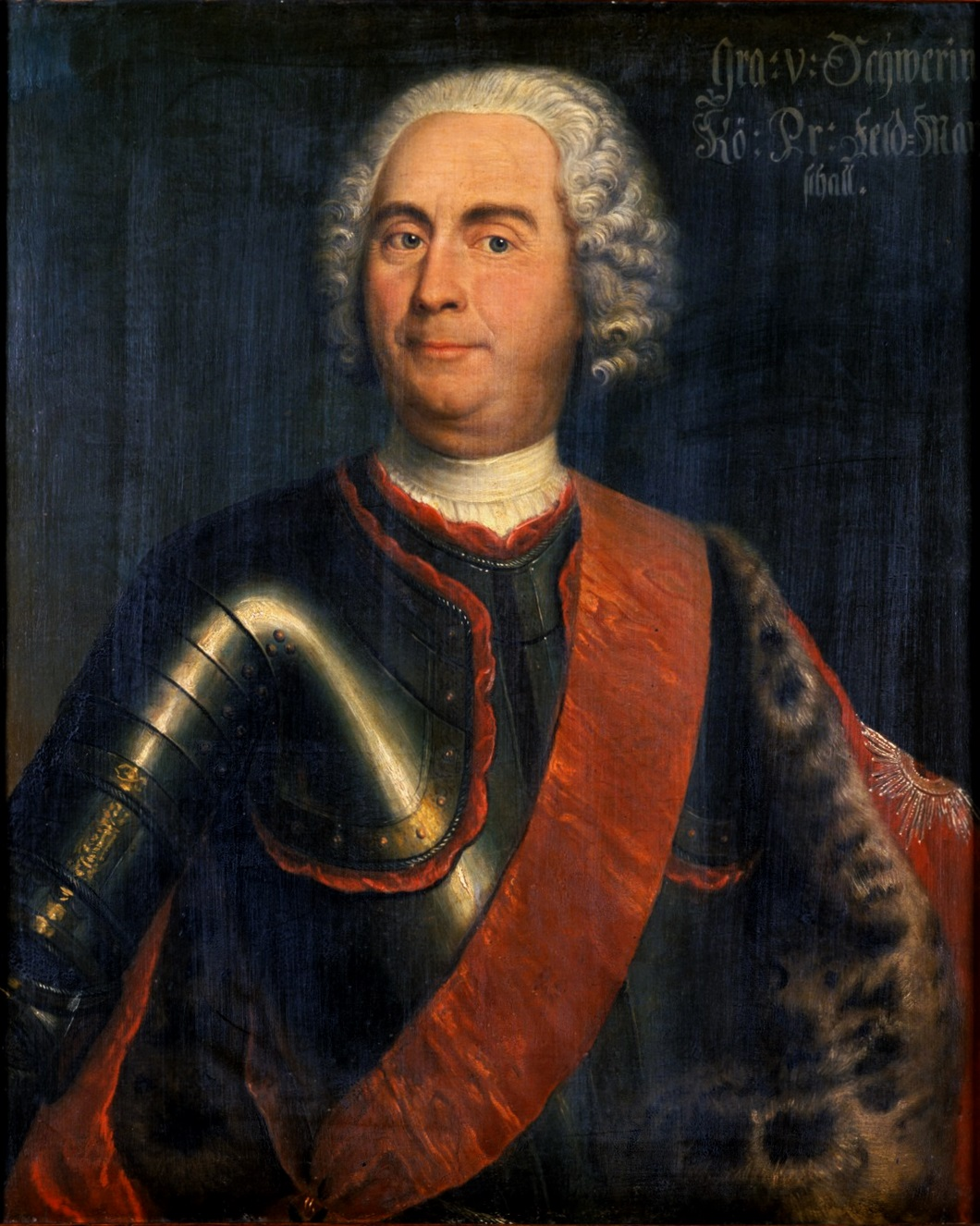
Graf Kurt Christoph von Schwerin, preußischer Feldmarschall (1684–1757)

Schloss Schwerinsburg – 1885 – Ehrenhof mit Denkmal des Generalfeldmarschalls

Schloss, Gut und Ort Schwerinsburg – 1880

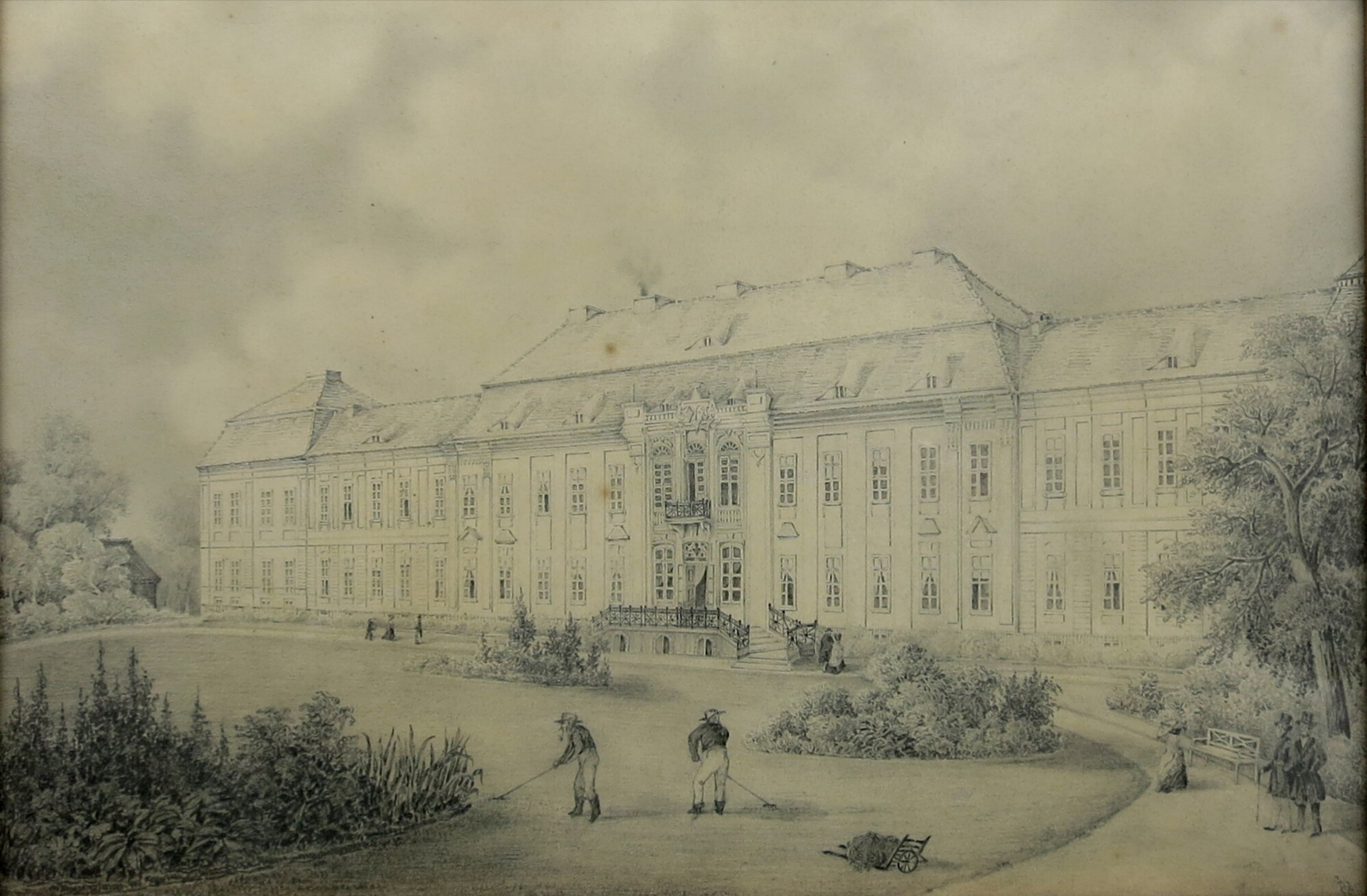
Wilhelmine v. Schack, Schloß Schwerinsburg, dat. 1850

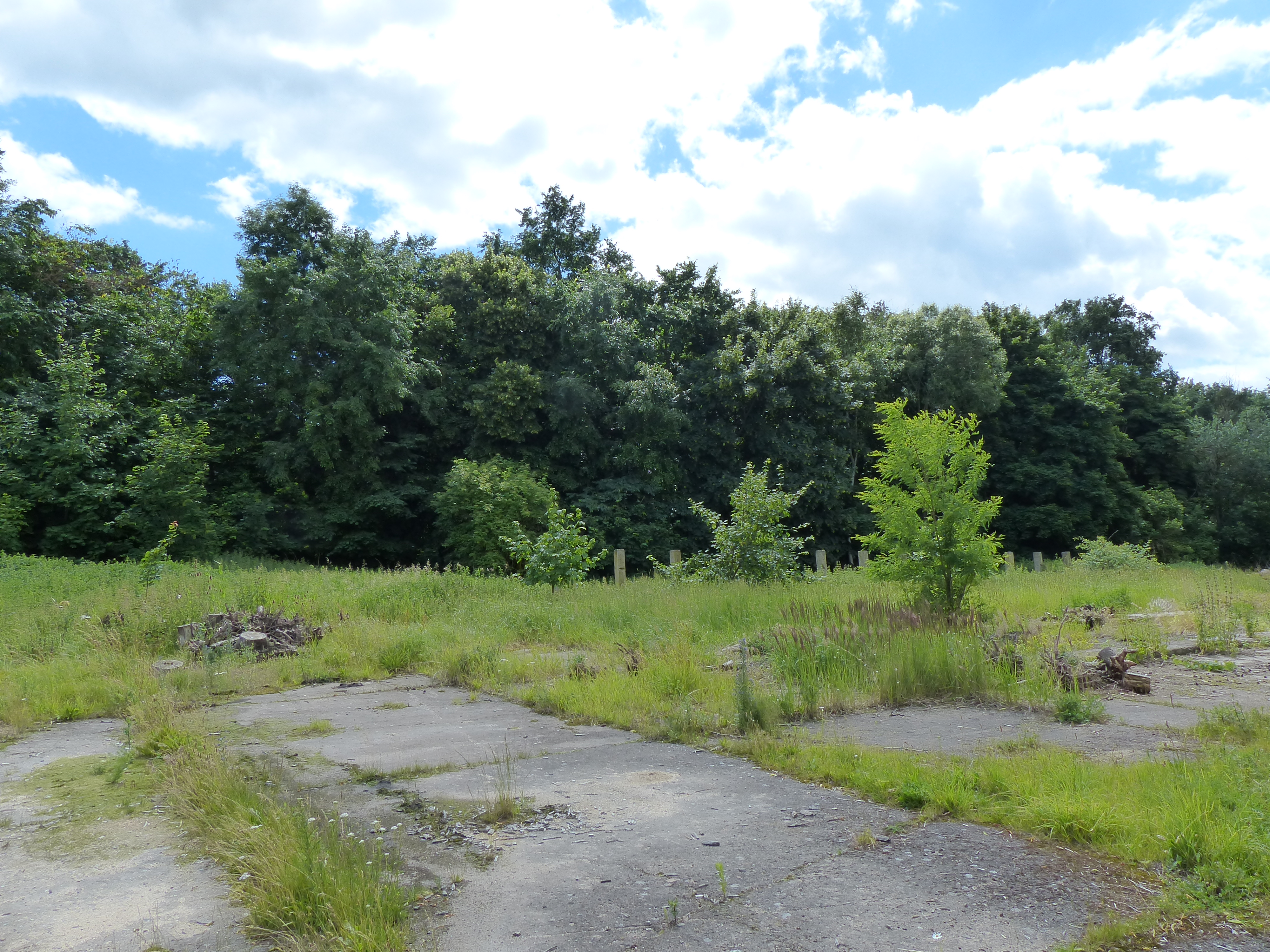
Heutige Ansicht der Hofseite. Der Baumbestand entspricht der Lage des Hauptflügels.

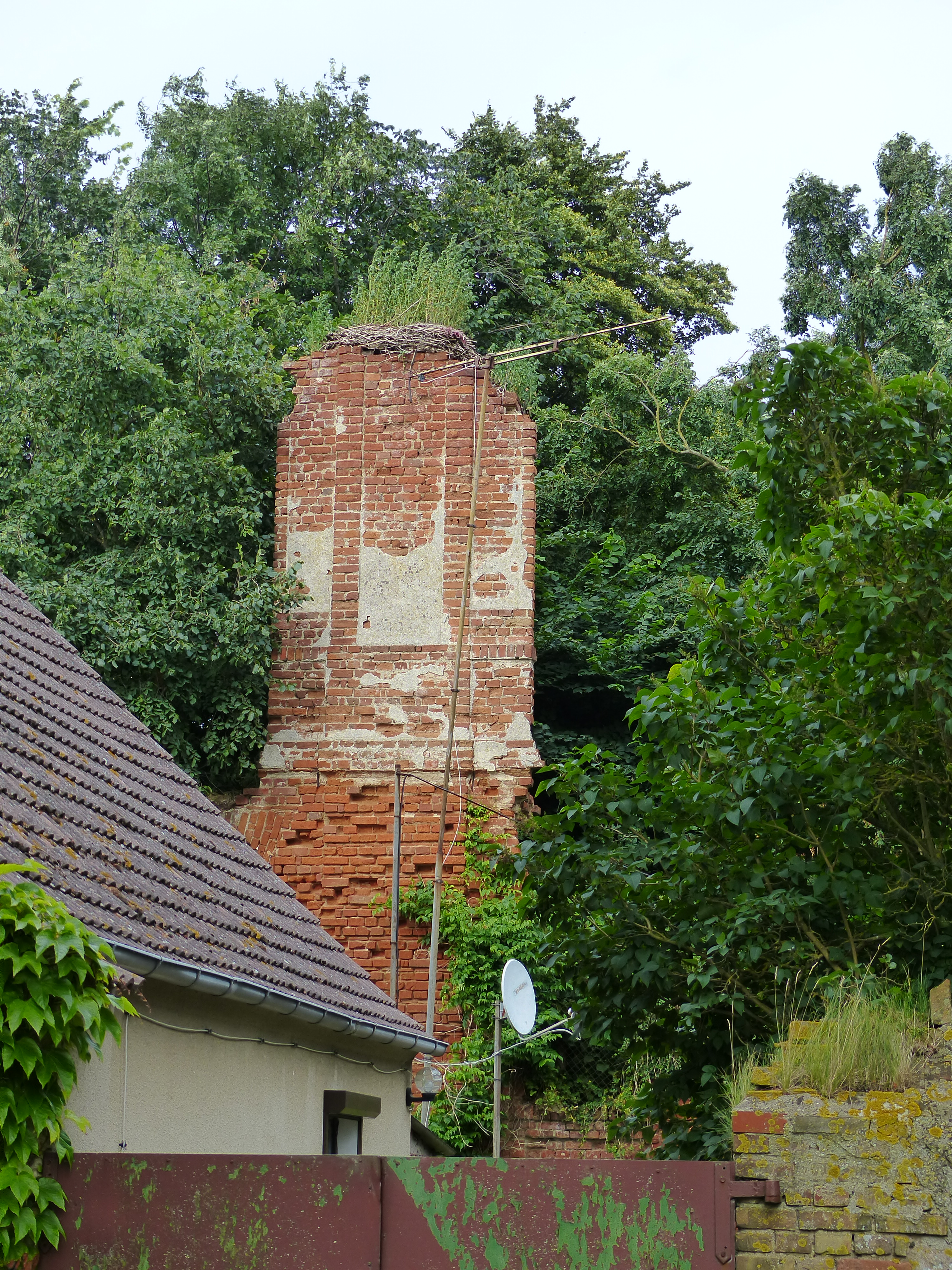
Mauerrest des südwestlichen Seitenflügels

Kurt Christoph von Schwerin erhielt 1708 durch Erbteilung einen Anteil an dem damals Kummerow genannten Ort und brachte sich durch Tausch gegen mehrere Bauernhöfe in den Besitz des gesamten Dorfes. Zwischen 1720 und 1733 ließ er in Kummerow eine residenzartige Herrenhausanlage errichten. Der Name des Baumeisters ist nicht überliefert. Unter anderem wird wegen Ähnlichkeit mit dem barocken Berliner Kronprinzenpalais Philipp Gerlach, der Erbauer der Potsdamer Garnisonkirche, als Architekt vermutet. Der preußische König Friedrich Wilhelm I. ließ nach einem Besuch des Herrenhauses den Ort in Schwerinsburg umbenennen. Dessen Sohn Friedrich II. ernannte Schwerin 1740 zum Generalfeldmarschall und erhob ihn in den Grafenstand. Am 6. Mai 1757 fiel er in der Schlacht bei Prag. Um 1790 ließen die Nachfahren ein Standbild Kurt Christophs aus Sandstein von dem Berliner Bildhauer Heinrich Bettkober erschaffen, das vor dem Schloss aufgestellt wurde. Es steht heute als Leihgabe der Familie Schwerin in der Eingangshalle des Deutschen Historischen Museums in Berlin.
1815 wurde im Park auf Wunsch des Gutsherrn Heinrich von Schwerin durch Hans Ferdinand Maßmann der erste Turnplatz Pommerns angelegt. In der Mitte des 19. Jahrhunderts wurde der Park zu einem englischen Landschaftsgarten umgestaltet.
Die Unterhaltung des aufwändigen Bauwerks wurde für die nachfolgenden Besitzer aus der gräflichen Familie von Schwerin zu einer großen Belastung. Trotzdem muss Mitte des 19. Jahrhunderts ein Umbau oder eine Renovierung stattgefunden haben, für die der Berliner Theaterbaumeister Eduard Titz Pläne lieferte. Graf Karl (1844–1901) heiratete Luise Freiin von Nordeck zur Rabenau (1849–1906), die 1892 das hessische Schloss Friedelhausen mit dem Hofgut Appenborn sowie Burg Nordeck und die Oberburg Rabenau erbte; die Familie lebte fortan (bis heute) überwiegend auf den hessischen Besitzungen.
Der Kunsthistoriker Udo von Alvensleben notierte 1938 in sein Tagebuch:

„Trotz der Größe ist es ein feiner, französisch beeinflußter Bau Berliner Schule. Die riesigen Mansarddächer überragen das kahle Land wie ein Gebirge. Die langen Fensterfronten sind schwarz und verödet, die Portale geschlossen, das Innere von Ratten verwüstet, nur in den Flügeln regt sich etwas Leben. … Das erhabene Denkmal großer Vorfahren verkam in den Händen der Nachkommen. Solchen Riesenpalast in eine öde, entlegene Gegend zu setzen, war allerdings eine wahnsinnige Idee und für die nachkommenden Generationen schwerste Last.“

Ende der 1930er Jahre stellte der Provinzialkonservator für Pommern ein Programm zur gründlichen Überholung auf, das wegen des Ausbruchs des Zweiten Weltkriegs nicht zur Ausführung kam. Während des Krieges wurden Bestände aus dem Staatsarchiv Stettin nach Schwerinsburg ausgelagert, von denen der größte Teil gerettet werden konnte. Dazu gehörte der gesamte Bestand der Schwedischen Landesaufnahme von Vorpommern.
Nach der Einnahme von Schwerinsburg durch die Rote Armee brannte das Herrenhaus zwischen dem 29. April und dem 1. Mai 1945 bis auf die Grundmauern ab. Die gesamte historische Ausstattung einschließlich der Gemäldesammlung ging verloren. Die Ziegelsteine wurden als Baumaterial für die Häuser von Neubauern abtransportiert. Die neue Verwaltung ließ im Bereich des Ehrenhofs ein Silo und einen Löschwasserteich, im Landschaftsgarten Kleingärten anlegen.

## Anlage
Der dreiflügelige, zur Parkseite breit gelagerte, durchgehend zweigeschossige Gebäudekomplex wurde vom zentralen dreizehnachsigen Corps de Logis dominiert, der durch Pilaster gegliedert war. An Hof- und Parkseite befand sich jeweils ein dreiachsiger Mittelrisalit mit Rundbogenfenstern und vorgelagerter Freitreppe. Auf dem parkseitigen Risaliten befand sich eine Balustrade mit Wappenkartusche. Über dem hofseitigen Mittelportal befand sich, von einer Krone überstiegen, folgende Inschrift:

„Unter der glorreichen Regierung FRIDERICI WILHELMI Koenigs von Preussen habe ich Curd Christoph von Schwerin, Ritter des schwarzen Adler-Ordens, Sr, Majestät General-Gouverneur der Veste Peiz, Obrist über ein Regiment Infanterie, Amtshauptmann von Jerichow und Alten Platen, des Erzherzogthums Vorpommern Erbküchenmeister, in Gemeinschaft meiner Gemahlin der Freyin Ulrica Eleonora von Krassow, dieses Gebaude meiner Posterität zum Andenken MDCCXXXIII durch Gottes Gnade geendiget.“

In der Flucht mit dem Mittelbau befanden sich zwei vierachsige, vom Grundriss quadratische Eckpavillons, die mit diesem über fünfachsige, eingezogene Seitentrakte verbunden waren. Die Eckpavillons waren wie der Hauptteil durch Pilaster gegliedert. An die Pavillons schlossen sich in nordwestlicher Richtung die eigentlichen Seitenflügel an, die den Ehrenhof flankierten. Über deren Eingängen befanden sich Wappenreliefs der Familien von Schwerin sowie von Krassow und von Wackenitz – für die beiden Ehefrauen Kurt Christophs von Schwerin – befanden.
Das Hauptgebäude schloss nach oben mit einem mächtigen Mansarddach mit Fledermausgauben ab. Die Eckpavillons und die Seitenflügel hatten ebenfalls Mansarddächer, jedoch etwas niedriger. Die Verbindungstrakte hatten Satteldächer.
In östlicher Richtung schließt sich ein teilweise erhaltener, ausgedehnter englischer Landschaftsgarten an, der zum Ort mit einer Ziegelmauer abgeschlossen ist.

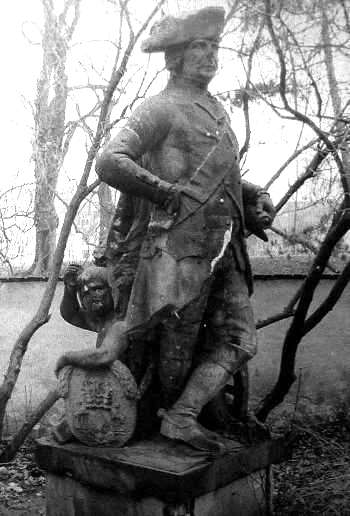
Denkmal von Feldmarschall Kurt C. von Schwerin am Museum Greifswald 1978

## Ausstattung
Schloss Schwerinsburg hatte etwa 100 Zimmer. Italienische Stuckateure hatten einen großen Festsaal ausgestaltet. Der linke, nördliche Seitenflügel beherbergte Wirtschaftsräume und einen Theatersaal. Im rechten befand sich die über zwei Etagen gehende Kapelle mit mehreren umlaufenden Emporen ohne besonderen Schmuck.
Ende des 19. Jahrhunderts befanden sich in vier Zimmern Gobelins, auf denen unter anderem Jagdszenen, allegorische Figuren und Szenen aus dem trojanischen Sagenkreis dargestellt waren. Im Haus befand sich eine große Gemäldesammlung, die zum überwiegenden Teil durch Kurt Christoph von Schwerin erworben worden war. Ein beträchtlicher Teil der Bilder waren Arbeiten von Antoine Pesne. Darunter befanden sich lebensgroße Ganzporträts von Friedrich Wilhelm I. und Friedrich II. sowie Porträts Kurt Christophs von Schwerin und seiner Eltern. Außerdem gehörte ein von Pesne, der sich häufig in Schwerinsburg aufgehalten hatte, vor Ort gefertigtes Selbstporträt dazu. Im Haus gab es ein Pesne-Zimmer.
In der Mitte des Ehrenhofs befand sich eine von Heinrich Bettkober gefertigte Sandsteinskulptur Kurt Christophs von Schwerin in Lebensgröße, die in älterer Literatur Johann Heinrich Dannecker zugeschrieben wird. Heinrich Bogislaw Detloff von Schwerin, ein Neffe des Generalfeldmarschalls, hatte sie 1790 aufstellen lassen. Nachdem das Denkmal um 1950 mutwillig beschädigt worden war, kam es in den Garten des Greifswalder Stadtmuseums, wo es bis 2005 verblieb. Die Familie von Schwerin machte Ansprüche geltend. Nach einer Restaurierung befindet es sich seitdem als Dauerleihgabe im Deutschen Historischen Museum.